# Masters de Miami
El Masters de Miami (denominado oficialmente desde 2015, por razones de patrocinio, como Miami Open presented by Itaú) es un torneo oficial anual de tenis que hasta 2018 se disputó en Cayo Vizcaíno, en el condado de Miami-Dade de Florida. A partir de 2019, pero sin cambiar de condado, el torneo dejó de celebrarse en Cayo Vizcaíno para disputarse en la ciudad de Miami Gardens.
Es el segundo Masters 1000 de la temporada para hombres y en el circuito femenino fue un evento WTA Premier Mandatory hasta 2020 y WTA 1000 desde 2021. Es también uno de los torneos más prestigiosos de la temporada, y prueba de ello es que es uno de los pocos (además de los Grand Slams) que cuentan con un cuadro principal de más de 64 jugadores, y cuya duración se extiende más de una semana junto a los Grand Slam, el ATP World Tour Finals y el Masters de Indian Wells. A lo largo de 12 días, 96 hombres y 96 mujeres toman parte en la modalidad de individuales, y 32 parejas disputan el torneo de dobles, tras el Abierto de Australia y el Masters de Indian Wells.
Fundado en 1985, el torneo se llamó originalmente Lipton International Players Championships. En 2000, el cambio de patrocinador trajo como consecuencia un nuevo nombre para el evento, que pasó a denominarse Ericsson Open. A partir del año 2002, el torneo llevaba el nombre de NASDAQ-100 Open. En 2007, el torneo pasó a llamarse Sony Ericsson Open, en un acuerdo por el que la empresa pagaría US$20 millones en los próximos cuatro años. En la edición de 2013, el nombre oficial del torneo era Sony Open Tennis y desde la edición 2015 el torneo lleva por nombre oficial Miami Open presented by Itaú.
Andre Agassi y Novak Djokovic tienen el récord de más títulos en individuales masculinos con 6, mientras que Serena Williams lo posee en femeninos con 8.

## Historia

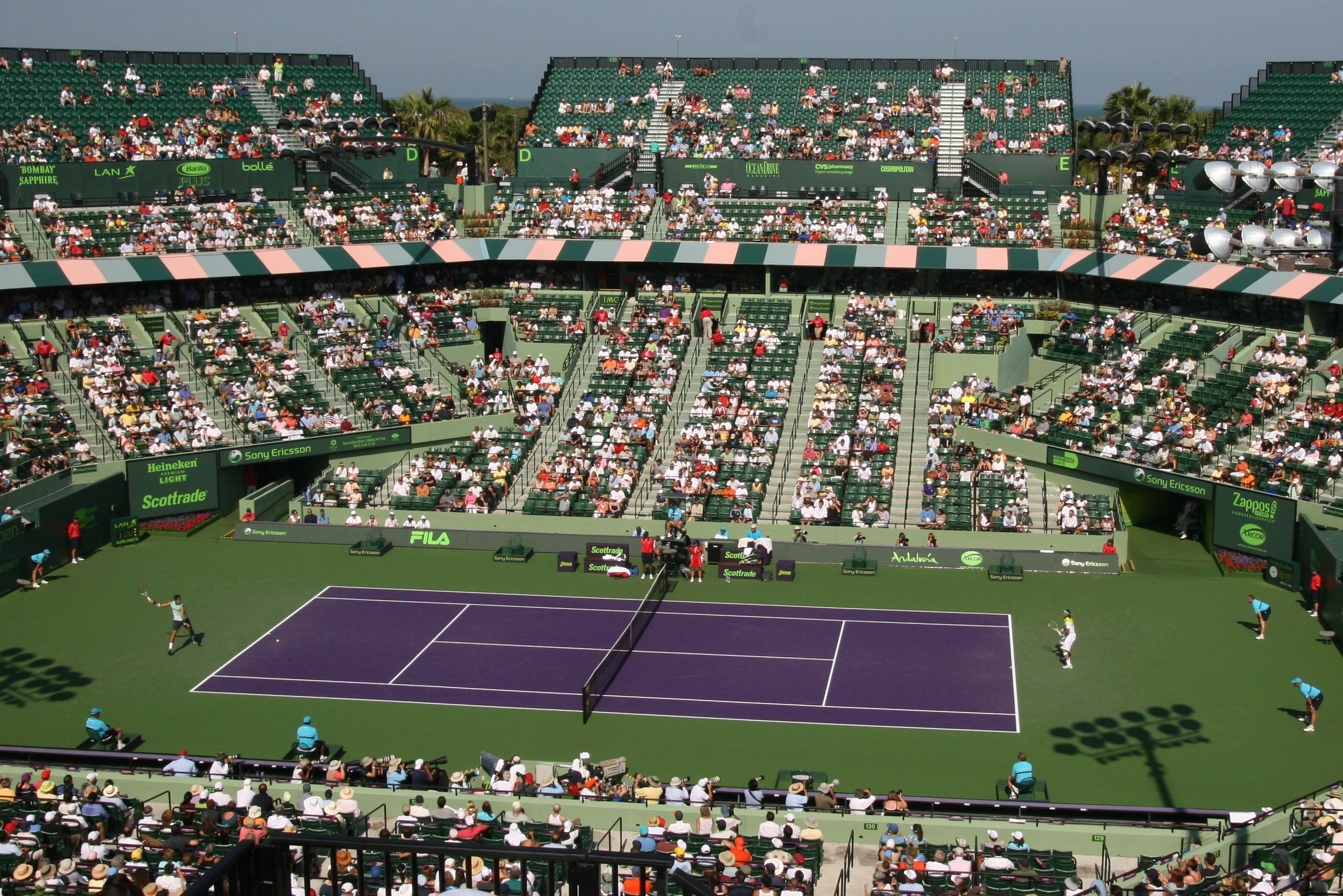
Duelo entre Rafael Nadal y Juan Martín del Potro en la cancha central del Crandon Park en 2009.

El torneo fue fundado en 1985 por el exjugador Butch Buchholz. Su objetivo original era transformarlo en el primer evento de relevancia de la temporada (por entonces, el Abierto de Australia se disputaba en diciembre), al punto que lo llamaba el "Wimbledon de invierno". Buchholz contactó con la ATP y  la WTA y les ofreció hacerse cargo de los premios, al tiempo que les cedía una parte de los ingresos por venta de entradas y por derechos de transmisión televisiva, a cambio de hacerse con el derecho de organizar el torneo durante 15 años. Ambas asociaciones aceptaron la oferta.
La primera edición del torneo se celebró en febrero de 1985, en el Laver's International Tennis Resort de Delray Beach. Buchholz contrató a Alan Mills, el árbitro principal de Wimbledon, como juez de la competición. Además, requirió los servicios de Ted Tinling, un conocido diseñador del mundo del tenis desde los años 20, como director de protocolo. Por entonces, el monto de 1,8 millones de dólares otorgado en premios sólo era superado por Wimbledon y el US Open. Con el tiempo, los premios otorgados crecieron hasta alcanzar los 8 millones de dólares.
En 1986 el torneo se mudó a Boca Ratón, aunque se trasladó definitivamente a Cayo Vizcaíno al año siguiente. El torneo se disputa en marzo de cada año.
A partir de 2019, el torneo tendrá como escenario el Hard Rock Stadium.

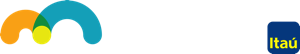
Miami Open Logo Oficial desde 2015

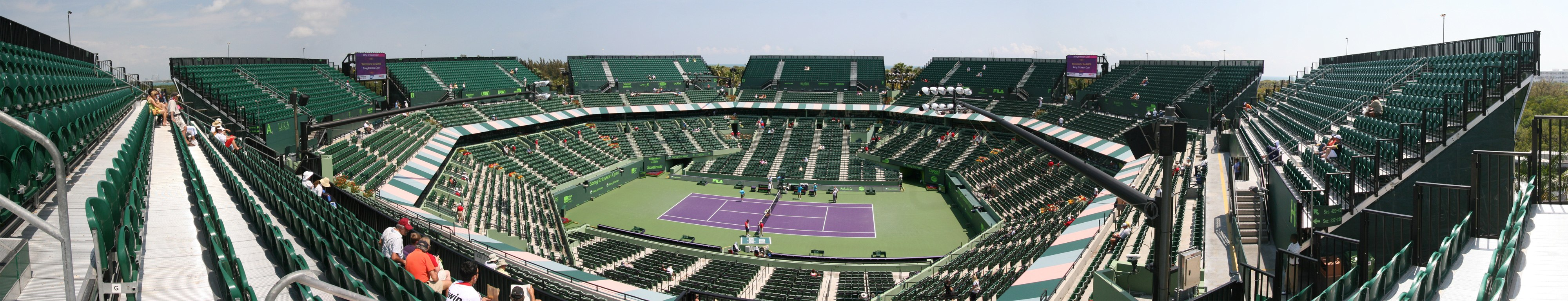
Panorama de la pista central del Crandon Park Tennis Center, sede del Masters de Miami hasta 2018.

## Palmarés

### Individual masculino
| Año                       | Campeón                                  | Subcampeón                               | Resultado                                |
| ------------------------- | ---------------------------------------- | ---------------------------------------- | ---------------------------------------- |
| ↓ Circuito Grand Prix ↓   |                                          |                                          |                                          |
| 1985                      | Tim Mayotte                              | Scott Davis                              | 4-6, 4-6, 6-3, 6-2, 6-4                  |
| 1986                      | Ivan Lendl                               | Mats Wilander                            | 3-6, 6-1, 7-6, 6-4                       |
| 1987                      | Miloslav Mečíř                           | Ivan Lendl                               | 7-5, 6-2, 7-5                            |
| 1988                      | Mats Wilander                            | Jimmy Connors                            | 6-4, 4-6, 6-4, 6-4                       |
| 1989                      | Ivan Lendl                               | Thomas Muster                            | ret.                                     |
| ↓ ATP Tour Masters 1000 ↓ |                                          |                                          |                                          |
| 1990                      | Andre Agassi                             | Stefan Edberg                            | 6-1, 6-4, 0-6, 6-2                       |
| 1991                      | Jim Courier                              | David Wheaton                            | 4-6, 6-3, 6-4                            |
| 1992                      | Michael Chang                            | Alberto Mancini                          | 7-5, 7-5                                 |
| 1993                      | Pete Sampras                             | MaliVai Washington                       | 6-3, 6-2                                 |
| 1994                      | Pete Sampras                             | Andre Agassi                             | 5-7, 6-3, 6-3                            |
| 1995                      | Andre Agassi                             | Pete Sampras                             | 3-6, 6-2, 7-6(3)                         |
| 1996                      | Andre Agassi                             | Goran Ivanišević                         | 3-0, ret.                                |
| 1997                      | Thomas Muster                            | Sergi Bruguera                           | 7-6(6), 6-3, 6-1                         |
| 1998                      | Marcelo Ríos                             | Andre Agassi                             | 7-5, 6-3, 6-4                            |
| 1999                      | Richard Krajicek                         | Sébastien Grosjean                       | 4-6, 6-1, 6-2, 7-5                       |
| 2000                      | Pete Sampras                             | Gustavo Kuerten                          | 6-1, 6-7(2), 7-6(5), 7-6(8)              |
| 2001                      | Andre Agassi                             | Jan-Michael Gambill                      | 7-6, 6-1, 6-0                            |
| 2002                      | Andre Agassi                             | Roger Federer                            | 6-3, 6-3, 3-6, 6-4                       |
| 2003                      | Andre Agassi                             | Carlos Moyá                              | 6-3, 6-3                                 |
| 2004                      | Andy Roddick                             | Guillermo Coria                          | 6-7(2), 6-3, 6-1, ret.                   |
| 2005                      | Roger Federer                            | Rafael Nadal                             | 2-6, 6-7(4), 7-6(5), 6-3, 6-1            |
| 2006                      | Roger Federer                            | Ivan Ljubičić                            | 7-6(5), 7-6(4), 7-6(6)                   |
| 2007                      | Novak Djokovic                           | Guillermo Cañas                          | 6-3, 6-4, 6-2                            |
| 2008                      | Nikolay Davydenko                        | Rafael Nadal                             | 6-4, 6-2                                 |
| 2009                      | Andy Murray                              | Novak Djokovic                           | 6-2, 7-5                                 |
| 2010                      | Andy Roddick                             | Tomáš Berdych                            | 7-5, 6-4                                 |
| 2011                      | Novak Djokovic                           | Rafael Nadal                             | 4-6, 6-3, 7-6(4)                         |
| 2012                      | Novak Djokovic                           | Andy Murray                              | 6-1, 7-6(4)                              |
| 2013                      | Andy Murray                              | David Ferrer                             | 2-6, 6-4, 7-6(1)                         |
| 2014                      | Novak Djokovic                           | Rafael Nadal                             | 6-3, 6-3                                 |
| 2015                      | Novak Djokovic                           | Andy Murray                              | 7-6(3), 4-6, 6-0                         |
| 2016                      | Novak Djokovic                           | Kei Nishikori                            | 6-3, 6-3                                 |
| 2017                      | Roger Federer                            | Rafael Nadal                             | 6-3, 6-4                                 |
| 2018                      | John Isner                               | Alexander Zverev                         | 6-7(4), 6-4, 6-4                         |
| 2019                      | Roger Federer                            | John Isner                               | 6-1, 6-4                                 |
| 2020                      | No disputado por la Pandemia de COVID-19 | No disputado por la Pandemia de COVID-19 | No disputado por la Pandemia de COVID-19 |
| 2021                      | Hubert Hurkacz                           | Jannik Sinner                            | 7-6(4), 6-4                              |
| 2022                      | Carlos Alcaraz                           | Casper Ruud                              | 7-5, 6-4                                 |
| 2023                      | Daniil Medvédev                          | Jannik Sinner                            | 7-5, 6-3                                 |
| 2024                      | Jannik Sinner                            | Grigor Dimitrov                          | 6-3, 6-1                                 |
| 2025                      | Jakub Mensik                             | Novak Djokovic                           | 7-6(4), 7-6(4)                           |

### Individual femenino
| Año  | Campeona                                 | Subcampeona                              | Resultado                                |
| ---- | ---------------------------------------- | ---------------------------------------- | ---------------------------------------- |
| 1985 | Martina Navratilova                      | Chris Evert                              | 6-2, 6-4                                 |
| 1986 | Chris Evert                              | Steffi Graf                              | 6-4, 6-2                                 |
| 1987 | Steffi Graf                              | Chris Evert                              | 6-1, 6-2                                 |
| 1988 | Steffi Graf                              | Chris Evert                              | 6-4, 6-4                                 |
| 1989 | Gabriela Sabatini                        | Chris Evert                              | 6-1, 4-6, 6-2                            |
| 1990 | Monica Seles                             | Judith Wiesner                           | 6-1, 6-2                                 |
| 1991 | Monica Seles                             | Gabriela Sabatini                        | 6-3, 7-5                                 |
| 1992 | Arantxa Sánchez Vicario                  | Gabriela Sabatini                        | 6-1, 6-4                                 |
| 1993 | Arantxa Sánchez Vicario                  | Steffi Graf                              | 6-4, 3-6, 6-3                            |
| 1994 | Steffi Graf                              | Natasha Zvereva                          | 4-6, 6-1, 6-2                            |
| 1995 | Steffi Graf                              | Kimiko Date                              | 6-1, 6-4                                 |
| 1996 | Steffi Graf                              | Chanda Rubin                             | 6-1, 6-3                                 |
| 1997 | Martina Hingis                           | Monica Seles                             | 6-2, 6-1                                 |
| 1998 | Venus Williams                           | Anna Kournikova                          | 2-6, 6-4, 6-1                            |
| 1999 | Venus Williams                           | Serena Williams                          | 6-1, 4-6, 6-4                            |
| 2000 | Martina Hingis                           | Lindsay Davenport                        | 6-3, 6-2                                 |
| 2001 | Venus Williams                           | Jennifer Capriati                        | 4-6, 6-1, 7-6(4)                         |
| 2002 | Serena Williams                          | Jennifer Capriati                        | 7-5, 7-6(3)                              |
| 2003 | Serena Williams                          | Jennifer Capriati                        | 4-6, 6-4, 6-1                            |
| 2004 | Serena Williams                          | Elena Dementieva                         | 6-1, 6-1                                 |
| 2005 | Kim Clijsters                            | María Sharápova                          | 6-3, 7-5                                 |
| 2006 | Svetlana Kuznetsova                      | María Sharápova                          | 6-4, 6-3                                 |
| 2007 | Serena Williams                          | Justine Henin                            | 0-6, 7-5, 6-3                            |
| 2008 | Serena Williams                          | Jelena Janković                          | 6-1, 5-7, 6-3                            |
| 2009 | Victoria Azarenka                        | Serena Williams                          | 6-3, 6-1                                 |
| 2010 | Kim Clijsters                            | Venus Williams                           | 6-2, 6-1                                 |
| 2011 | Victoria Azarenka                        | María Sharápova                          | 6-1, 6-4                                 |
| 2012 | Agnieszka Radwańska                      | María Sharápova                          | 7-5, 6-4                                 |
| 2013 | Serena Williams                          | María Sharápova                          | 4-6, 6-3, 6-0                            |
| 2014 | Serena Williams                          | Na Li                                    | 7-5, 6-1                                 |
| 2015 | Serena Williams                          | Carla Suárez                             | 6-2, 6-0                                 |
| 2016 | Victoria Azarenka                        | Svetlana Kuznetsova                      | 6-3, 6-2                                 |
| 2017 | Johanna Konta                            | Caroline Wozniacki                       | 6-4, 6-3                                 |
| 2018 | Sloane Stephens                          | Jeļena Ostapenko                         | 7-6(5), 6-1                              |
| 2019 | Ashleigh Barty                           | Karolína Plíšková                        | 7-6(1), 6-3                              |
| 2020 | No disputado por la Pandemia de COVID-19 | No disputado por la Pandemia de COVID-19 | No disputado por la Pandemia de COVID-19 |
| 2021 | Ashleigh Barty                           | Bianca Andreescu                         | 6-3, 4-0, ret.                           |
| 2022 | Iga Świątek                              | Naomi Osaka                              | 6-4, 6-0                                 |
| 2023 | Petra Kvitová                            | Elena Rybakina                           | 7-6(14), 6-2                             |
| 2024 | Danielle Collins                         | Elena Rybakina                           | 7-5, 6-3                                 |
| 2025 | Aryna Sabalenka                          | Jessica Pegula                           | 7-5, 6-2                                 |

### Dobles masculino
| Año                       | Campeones                                | Subcampeones                             | Resultado                                |
| ------------------------- | ---------------------------------------- | ---------------------------------------- | ---------------------------------------- |
| ↓ Circuito Grand Prix ↓   |                                          |                                          |                                          |
| 1985                      | Paul Annacone Christo van Rensburg       | Sherwood Stewart Kim Warwick             | 7-5, 7-5, 6-4                            |
| 1986                      | Brad Gilbert Vince Van Patten            | Stefan Edberg Anders Järryd              | ret.                                     |
| 1987                      | Paul Annacone Christo van Rensburg       | Ken Flach Robert Seguso                  | 6-2, 6-4, 6-4                            |
| 1988                      | John Fitzgerald Anders Järryd            | Ken Flach Robert Seguso                  | 7-6, 6-1, 7-5                            |
| 1989                      | Jakob Hlasek Anders Järryd               | Jim Grabb Patrick McEnroe                | 6-3, ret.                                |
| ↓ ATP Tour Masters 1000 ↓ |                                          |                                          |                                          |
| 1990                      | Rick Leach Jim Pugh                      | Boris Becker Cassio Motta                | 6-3, 6-4                                 |
| 1991                      | Wayne Ferreira Piet Norval               | Ken Flach Robert Seguso                  | 5-7, 7-6, 6-2                            |
| 1992                      | Ken Flach Todd Witsken                   | Kent Kinnear Sven Salumaa                | 6-4, 6-3                                 |
| 1993                      | Richard Krajicek Jan Siemerink           | Patrick McEnroe Jonathan Stark           | 6-7, 6-4, 7-6                            |
| 1994                      | Jacco Eltingh Paul Haarhuis              | Mark Knowles Jared Palmer                | 7-6, 7-6                                 |
| 1995                      | Todd Woodbridge Mark Woodforde           | Jim Grabb Patrick McEnroe                | 6-3, 7-6                                 |
| 1996                      | Todd Woodbridge Mark Woodforde           | Ellis Ferreira Patrick Galbraith         | 6-1, 6-3                                 |
| 1997                      | Todd Woodbridge Mark Woodforde           | Mark Knowles Daniel Nestor               | 7-6, 7-6                                 |
| 1998                      | Ellis Ferreira Rick Leach                | Alex O'Brien Jonathan Stark              | 6-2, 6-4                                 |
| 1999                      | Wayne Black Sandon Stolle                | Boris Becker Jan-Michael Gambill         | 6-1, 6-1                                 |
| 2000                      | Todd Woodbridge Mark Woodforde           | Martin Damm Dominik Hrbatý               | 6-3, 6-4                                 |
| 2001                      | Jiří Novák David Rikl                    | Jonas Björkman Todd Woodbridge           | 7-5, 7-6                                 |
| 2002                      | Mark Knowles Daniel Nestor               | Donald Johnson Jared Palmer              | 6-3, 3-6, 6-1                            |
| 2003                      | Roger Federer Max Mirnyi                 | Leander Paes David Rikl                  | 7-5, 6-3                                 |
| 2004                      | Wayne Black Kevin Ullyett                | Jonas Björkman Todd Woodbridge           | 6-2, 7-6                                 |
| 2005                      | Jonas Björkman Max Mirnyi                | Wayne Black Kevin Ullyett                | 6-1, 6-2                                 |
| 2006                      | Jonas Björkman Max Mirnyi                | Bob Bryan Mike Bryan                     | 6-4, 6-4                                 |
| 2007                      | Bob Bryan Mike Bryan                     | Martin Damm Leander Paes                 | 6-7, 6-3, [10-7]                         |
| 2008                      | Bob Bryan Mike Bryan                     | Mahesh Bhupathi Mark Knowles             | 6-2, 6-2                                 |
| 2009                      | Max Mirnyi Andy Ram                      | Ashley Fisher Stephen Huss               | 6-7(4), 6-2, [10-7]                      |
| 2010                      | Lukáš Dlouhý Leander Paes                | Mahesh Bhupathi Max Mirnyi               | 6-2, 7-5                                 |
| 2011                      | Mahesh Bhupathi Leander Paes             | Max Mirnyi Daniel Nestor                 | 6-7(5), 6-2, [10-5]                      |
| 2012                      | Leander Paes Radek Štěpánek              | Max Mirnyi Daniel Nestor                 | 3-6, 6-1, [10-8]                         |
| 2013                      | Aisam-ul-Haq Qureshi Jean-Julien Rojer   | Mariusz Fyrstenberg Marcin Matkowski     | 6-4, 6-1                                 |
| 2014                      | Bob Bryan Mike Bryan                     | Juan Sebastián Cabal Robert Farah        | 7-6(8), 6-4                              |
| 2015                      | Bob Bryan Mike Bryan                     | Vasek Pospisil Jack Sock                 | 6-3, 1-6, [10-8]                         |
| 2016                      | Pierre-Hugues Herbert Nicolas Mahut      | Raven Klaasen Rajeev Ram                 | 5-7, 6-1, [10-7]                         |
| 2017                      | Łukasz Kubot Marcelo Melo                | Nicholas Monroe Jack Sock                | 7-5, 6-3                                 |
| 2018                      | Bob Bryan Mike Bryan                     | Karen Jachanov Andrey Rublev             | 4-6, 7-6(5), [10-4]                      |
| 2019                      | Bob Bryan Mike Bryan                     | Wesley Koolhof Stefanos Tsitsipas        | 7-5, 7-6(8)                              |
| 2020                      | No disputado por la Pandemia de COVID-19 | No disputado por la Pandemia de COVID-19 | No disputado por la Pandemia de COVID-19 |
| 2021                      | Nikola Mektić Mate Pavić                 | Daniel Evans Neal Skupski                | 6-4, 6-4                                 |
| 2022                      | Hubert Hurkacz John Isner                | Wesley Koolhof Neal Skupski              | 7-6(5), 6-4                              |
| 2023                      | Santiago González Édouard Roger-Vasselin | Austin Krajicek Nicolas Mahut            | 7-6(4), 7-5                              |
| 2024                      | Rohan Bopanna Matthew Ebden              | Ivan Dodig Austin Krajicek               | 6-7(3), 6-3, [10-6]                      |
| 2025                      | Marcelo Arévalo Mate Pavić               | Julian Cash Lloyd Glasspool              | 7-6(3), 6-3                              |

### Dobles femenino
| Año  | Campeonas                                | Subcampeonas                              | Resultado                                |
| ---- | ---------------------------------------- | ----------------------------------------- | ---------------------------------------- |
| 1985 | Gigi Fernández Martina Navrátilová       | Kathy Jordan Hana Mandlíková              | 7-6(4), 6-2                              |
| 1986 | Pam Shriver Helena Suková                | Chris Evert-Lloyd Wendy Turnbull          | 6-2, 6-3                                 |
| 1987 | Martina Navrátilová Pam Shriver          | Claudia Kohde-Kilsch Helena Suková        | 6-3, 7-6(6)                              |
| 1988 | Steffi Graf Gabriela Sabatini            | Gigi Fernández Zina Garrison              | 7-6(6), 6-3                              |
| 1989 | Jana Novotná Helena Suková               | Gigi Fernández Lori McNeil                | 7-6(5), 6-4                              |
| 1990 | Jana Novotná Helena Suková               | Betsy Nagelsen Robin White                | 6-4, 6-3                                 |
| 1991 | Mary Joe Fernández Zina Garrison         | Gigi Fernández Jana Novotná               | 7-5, 6-2                                 |
| 1992 | Arantxa Sánchez Vicario Larisa Neiland   | Jill Hetherington Kathy Rinaldi           | 7-5, 5-7, 6-3                            |
| 1993 | Jana Novotná Larisa Neiland              | Jill Hetherington Kathy Rinaldi           | 6-2, 7-5                                 |
| 1994 | Gigi Fernández Natasha Zvereva           | Patty Fendick Meredith McGrath            | 6-3, 6-1                                 |
| 1995 | Jana Novotná Arantxa Sánchez Vicario     | Gigi Fernández Natasha Zvereva            | 7-5, 2-6, 6-3                            |
| 1996 | Jana Novotná Arantxa Sánchez Vicario     | Meredith McGrath Larisa Savchenko-Neiland | 6-4, 6-4                                 |
| 1997 | Arantxa Sánchez Vicario Natasha Zvereva  | Sabine Appelmans Miriam Oremans           | 6-4, 6-2                                 |
| 1998 | Martina Hingis Jana Novotná              | Arantxa Sánchez Vicario Natasha Zvereva   | 6-2, 3-6, 6-3                            |
| 1999 | Martina Hingis Jana Novotná              | Mary Joe Fernández Monica Seles           | 0-6, 6-4, 7-6(1)                         |
| 2000 | Julie Halard-Decugis Ai Sugiyama         | Nicole Arendt Manon Bollegraf             | 4-6, 7-5, 6-4                            |
| 2001 | Arantxa Sánchez-Vicario Nathalie Tauziat | Lisa Raymond Rennae Stubbs                | 6-0, 6-4                                 |
| 2002 | Lisa Raymond Rennae Stubbs               | Virginia Ruano Paola Suárez               | 7-6(4), 6-7(4), 6-3                      |
| 2003 | Liezel Huber Magdalena Maleeva           | Shinobu Asagoe Nana Miyagi                | 6-4, 3-6, 7-5                            |
| 2004 | Nadia Petrova Meghann Shaughnessy        | Svetlana Kuznetsova Elena Likhovtseva     | 6-2, 6-3                                 |
| 2005 | Svetlana Kuznetsova Alicia Molik         | Lisa Raymond Rennae Stubbs                | 7-5, 6-7(5), 6-2                         |
| 2006 | Lisa Raymond Samantha Stosur             | Liezel Huber Martina Navrátilová          | 6-4, 7-5                                 |
| 2007 | Lisa Raymond Samantha Stosur             | Cara Black Liezel Huber                   | 6-4, 3-6, [10-2]                         |
| 2008 | Katarina Srebotnik Ai Sugiyama           | Cara Black Liezel Huber                   | 7-5, 4-6, [10-3]                         |
| 2009 | Svetlana Kuznetsova Amélie Mauresmo      | Kveta Peschke Lisa Raymond                | 4-6, 6-3, [10-3]                         |
| 2010 | Gisela Dulko Flavia Pennetta             | Nadia Petrova Samantha Stosur             | 6-3, 4-6, [10-7]                         |
| 2011 | Daniela Hantuchová Agnieszka Radwańska   | Liezel Huber Nadia Petrova                | 7-6(5), 2-6, [10-8]                      |
| 2012 | María Kirilenko Nadia Petrova            | Sara Errani Roberta Vinci                 | 7-6(0), 4-6, [10-4]                      |
| 2013 | Nadia Petrova Katarina Srebotnik         | Lisa Raymond Laura Robson                 | 6-2, 7-6(2)                              |
| 2014 | Martina Hingis Sabine Lisicki            | Ekaterina Makarova Elena Vesnina          | 4-6, 6-4, [10-5]                         |
| 2015 | Martina Hingis Sania Mirza               | Ekaterina Makarova Elena Vesnina          | 7-5, 6-1                                 |
| 2016 | Bethanie Mattek-Sands Lucie Šafářová     | Tímea Babos Yaroslava Shvédova            | 6-3, 6-4                                 |
| 2017 | Gabriela Dabrowski Xu Yifan              | Sania Mirza Barbora Strýcová              | 6-4, 6-3                                 |
| 2018 | Ashleigh Barty Coco Vandeweghe           | Barbora Krejčíková Kateřina Siniaková     | 6-2, 6-1                                 |
| 2019 | Elise Mertens Aryna Sabalenka            | Samantha Stosur Shuai Zhang               | 7-6(5), 6-2                              |
| 2020 | No disputado por la Pandemia de COVID-19 | No disputado por la Pandemia de COVID-19  | No disputado por la Pandemia de COVID-19 |
| 2021 | Shuko Aoyama Ena Shibahara               | Hayley Carter Luisa Stefani               | 6-2, 7-5                                 |
| 2022 | Laura Siegemund Vera Zvonareva           | Veronika Kudermétova Elise Mertens        | 7-6(3), 7-5                              |
| 2023 | Cori Gauff Jessica Pegula                | Leylah Fernandez Taylor Townsend          | 7-6(6), 6-2                              |
| 2024 | Sofia Kenin Bethanie Mattek-Sands        | Gabriela Dabrowski Erin Routliffe         | 4-6, 7-6(5), [11-9]                      |
| 2025 | Mirra Andreeva Diana Shnaider            | Cristina Bucșa Miyu Kato                  | 6-3, 6-7(5), [10-2]                      |

- En la edición inaugural del torneo en 1985 también se disputó un torneo de dobles mixtos, que fue ganado por la pareja compuesta por Heinz Gunthardt y Martina Navratilova.

## Ganadores múltiples en individuales

### Masculino
| Jugador        | Títulos | Subtítulos | Años campeonatos                   | Años subcampeonatos |
| -------------- | ------- | ---------- | ---------------------------------- | ------------------- |
| Andre Agassi   | 6       | 2          | 1990, 1995, 1996, 2001, 2002, 2003 | 1994, 1998          |
| Novak Djokovic | 6       | 2          | 2007, 2011, 2012, 2014, 2015, 2016 | 2009, 2025          |
| Roger Federer  | 4       | 1          | 2005, 2006, 2017, 2019             | 2002                |
| Pete Sampras   | 3       | 1          | 1993, 1994, 2000                   | 1995                |
| Andy Murray    | 2       | 2          | 2009, 2013                         | 2012, 2015          |
| Ivan Lendl     | 2       | 1          | 1986, 1989                         | 1987                |
| Andy Roddick   | 2       | -          | 2004, 2010                         |                     |

### Femenino
| Jugadora                | Títulos | Subtítulos | Años campeonatos                               | Años subcampeonatos |
| ----------------------- | ------- | ---------- | ---------------------------------------------- | ------------------- |
| Serena Williams         | 8       | 2          | 2002, 2003, 2004, 2007, 2008, 2013, 2014, 2015 | 1999, 2009          |
| Steffi Graf             | 5       | 2          | 1987, 1988, 1994, 1995, 1996                   | 1986, 1993          |
| Venus Williams          | 3       | 1          | 1998, 1999, 2001                               | 2010                |
| Victoria Azarenka       | 3       | -          | 2009, 2011, 2016                               |                     |
| Monica Seles            | 2       | 1          | 1990, 1991                                     | 1997                |
| Arantxa Sánchez Vicario | 2       | -          | 1992, 1993                                     |                     |
| Martina Hingis          | 2       | -          | 1997, 2000                                     |                     |
| Kim Clijsters           | 2       | -          | 2005, 2010                                     |                     |
| Ashleigh Barty          | 2       | -          | 2019, 2021                                     |                     |

## Otros torneos de tenis en Miami
La ciudad de Miami también fue sede de un torneo profesional de tenis válido por el circuito masculino entre los años 1971-1974 y otra vez más en 1977-1978. Se jugó en sobre canchas duras (1971-1974, como parte del circuito WCT) y canchas lentas (1977-1978). Las finales en individuales fueron:
| Año  | Campeón        | Subcampeón     | Resultado          | Superficie    |
| ---- | -------------- | -------------- | ------------------ | ------------- |
| 1971 | Cliff Drysdale | Rod Laver      | 6-2, 6-4, 3-6, 6-4 | Dura          |
| 1972 | Ken Rosewall   | Cliff Drysdale | 3-6, 6-2, 6-4      | Dura          |
| 1973 | Rod Laver      | Dick Stockton  | 7-6(2), 6-3, 7-5   | Dura          |
| 1974 | Cliff Drysdale | Tom Gorman     | 6-4, 7-5           | Dura          |
| 1977 | Eddie Dibbs    | Raúl Ramírez   | 6-0, 6-3           | Tierra batida |
| 1978 | Ilie Năstase   | Tom Gullikson  | 6-3, 7-5           | Tierra batida |

## Sunshine Double

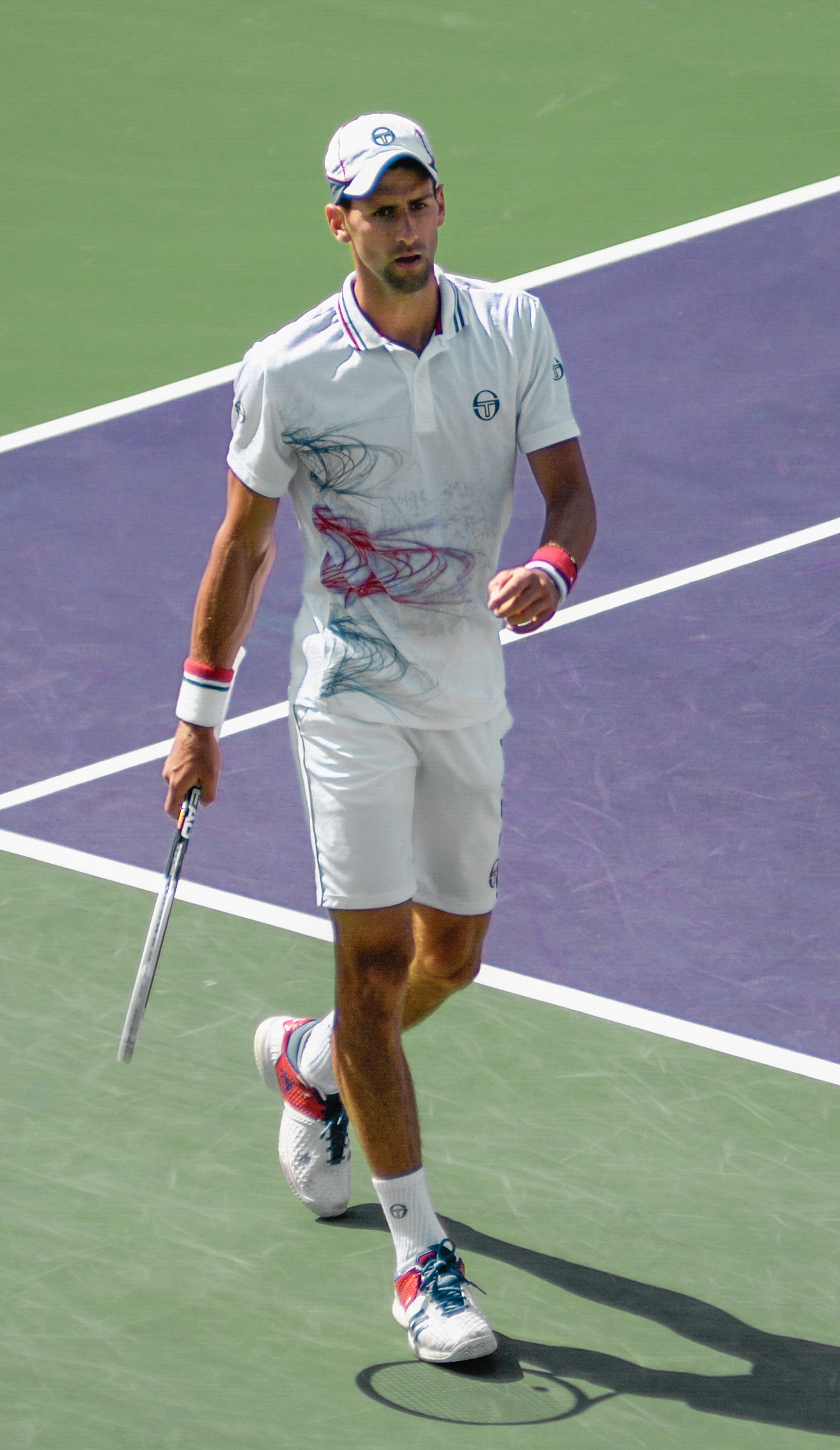
El serbio Novak Djokovic es el tenista hombre o mujer que más veces ha conquistado el denominado Sunshine Double en cuatro ocasiones, que consiste en ganar el Masters de Indian Wells y Miami el mismo año.

| Jugadores que han completado el Sunshine Double (ganar Indian Wells y Miami en el mismo año) | Jugadores que han completado el Sunshine Double (ganar Indian Wells y Miami en el mismo año) | Jugadores que han completado el Sunshine Double (ganar Indian Wells y Miami en el mismo año) | Jugadores que han completado el Sunshine Double (ganar Indian Wells y Miami en el mismo año) |
|                                                                                              | Jugador                                                                                      | Títulos                                                                                      | Años                                                                                         |
| -------------------------------------------------------------------------------------------- | -------------------------------------------------------------------------------------------- | -------------------------------------------------------------------------------------------- | -------------------------------------------------------------------------------------------- |
| 1                                                                                            | Jim Courier (EUA)                                                                            | 1                                                                                            | 1991                                                                                         |
| 2                                                                                            | Michael Chang (EUA)                                                                          | 1                                                                                            | 1992                                                                                         |
| 3                                                                                            | Pete Sampras (EUA)                                                                           | 1                                                                                            | 1994                                                                                         |
| 4                                                                                            | Steffi Graf (ALE)                                                                            | 2                                                                                            | 1994, 1996                                                                                   |
| 5                                                                                            | Marcelo Ríos (CHI)                                                                           | 1                                                                                            | 1998                                                                                         |
| 6                                                                                            | Andre Agassi (EUA)                                                                           | 1                                                                                            | 2001                                                                                         |
| 7                                                                                            | Roger Federer (SUI)                                                                          | 3                                                                                            | 2005, 2006, 2017                                                                             |
| 8                                                                                            | Kim Clijsters (BEL)                                                                          | 1                                                                                            | 2005                                                                                         |
| 9                                                                                            | Novak Djokovic (SRB)                                                                         | 4                                                                                            | 2011, 2014, 2015, 2016                                                                       |
| 10                                                                                           | Victoria Azarenka (BLR)                                                                      | 1                                                                                            | 2016                                                                                         |
| 11                                                                                           | Iga Świątek (POL)                                                                            | 1                                                                                            | 2022                                                                                         |